# 圣拉纳
圣拉纳（法語：Saint-Lanne，法語發音：[sɛ̃ lan]）是法国上比利牛斯省的一个市镇，属于塔布区。

## 地理
圣拉纳（43°35'35"N, 0°3'41"W）面积13.1 平方千米，位于法国奧克西塔尼大區上比利牛斯省，该省份为法国西南部内陆省份，北至热尔省，西接大西洋比利牛斯省，南与西班牙接壤，东临上加龙省。
与圣拉纳接壤的市镇（或旧市镇、城区）包括：莫米松-拉吉扬、维耶拉、阿罗塞斯、艾迪、卡斯泰尔诺里维埃巴斯、马迪朗、里斯克勒。

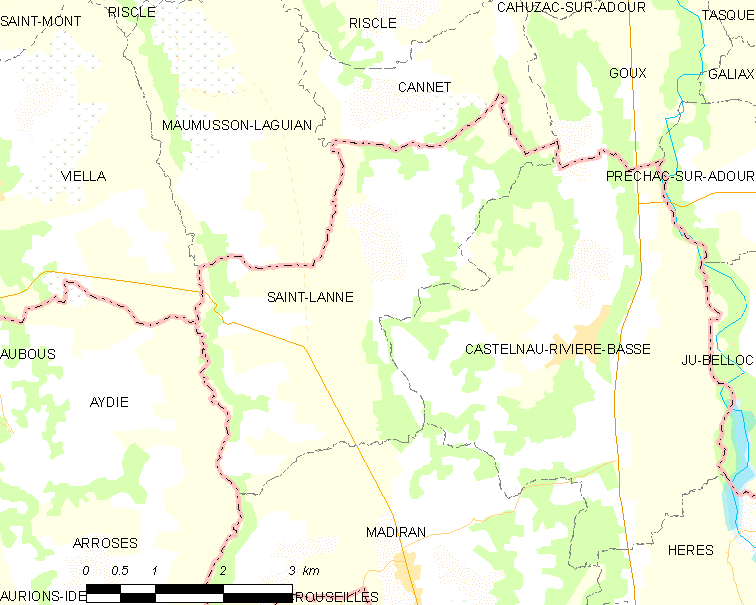
圣拉纳的OSM定位图

圣拉纳的时区为UTC+01:00、UTC+02:00（夏令时）。

## 行政
圣拉纳的邮政编码为65700，INSEE市镇编码为65387。

## 政治
圣拉纳所属的省级选区为阿杜尔河谷-吕斯唐-马迪拉奈县。

## 人口

1962-2008年间圣拉纳人口变化图示

圣拉纳于2022年1月1日时的人口数量为121人。